# Ystradgynlais
Ystradgynlais je městečko na řece Tawe v jihozápadní části správní oblasti Powys ve Walesu. Město je největší v historickém okresu hrabství Brecknockshire a druhou největší administrativní oblastí Powysu. Bylo postaveno poblíž železáren, uhelných dolů a hodinářských továren.